# Felice Di Stefano
Felice Di Stefano (connu aussi comme Felix De Stephen), né le 10 novembre 1915 à Arpino et mort le 14 août 1994 à Rome, est un compositeur italien surtout actif dans les années 1970.

## Biographie
Il est surtout connu comme compositeur de bande-son de fims. Il est aussi le frère du musicien Gianfranco Di Stefano (it).

## Filmographie partielle
- 1957 : Dieu seul m'arrêtera (it), de Renato Polselli
- 1964 : Le sette vipere (Il marito latino) (it), de Renato Polselli
- 1964 : Les Invincibles Frères Maciste, de Roberto Mauri
- 1965 : Je te tuerai (Uno straniero a Sacramento), de Sergio Bergonzelli
- 1965 : Le Shérif ne tire pas (El sheriff no dispara), de José Luis Monter et Renato Polselli
- 1965 : Per una manciata d'oro, de Carlo Veo
- 1965 : Creuse ta fosse, j'aurai ta peau (Perché uccidi ancora), de José Antonio de la Loma et Edoardo Mulargia
- 1966 : Mondo pazzo... gente matta!, de Renato Polselli
- 1966 : Dieu est avec toi, Gringo (Vayas con dios, gringo), d'Edoardo Mulargia
- 1966 : Ramon le Mexicain (Ramon il messicano), de Maurizio Pradeaux
- 1967 : Né pour tuer (Nato per uccidere), d'Antonio Mollica
- 1967 : Deux Pistolets de Chiamango (Cjamango), d'Edoardo Mulargia
- 1967 : Django le Justicier (Non aspettare Django spara!), d'Edoardo Mulargia
- 1968 : Demande pardon à Dieu, pas à moi... (Chiedi perdono a Dio... non a me), de Vincenzo Musolino
- 1969 : Trois Tombes pour Quintana (Quintana), de Vincenzo Musolino
- 1970 : Avec Ringo arrive le temps du massacre (Giunse Ringo e... fu tempo di massacro), de Mario Pinzauti
- 1970 : Le Courageux, le Traître et le Sans-pitié (Il coraggioso, lo spietato, il traditore), de Juan Xiol et Edoardo Mulargia
- 1971 : Le Pistolero de Tombstone (Rimase uno solo e fu la morte per tutti), d'Edoardo Mulargia
- 1971 : Le Shérif de Rockspring (Lo sceriffo di Rockspring), de Mario Sabatini
- 1972 : I pugni di Rocco (it), de Lorenzo Artale
- 1973 : Sogni proibiti di Don Galeazzo curato di campagna, d'Emanuele Di Cola
- 1973 : Sur le fil du rasoir (Giorni d'amore sul filo di una lama) de Giuseppe Pellegrini
- 1975 : Giochi erotici di una famiglia per bene, de Francesco Degli Espinosa